# Manuel Suárez Cortina
Manuel Suárez Cortina   (Gijón, 1951) és un historiador espanyol, catedràtic de la Universitat de Cantàbria.

## Biografia
És autor d'obres com El fascismo en Asturias (1931-1937) (Siverio Cañada, 1981); El reformismo en España. Republicanos y reformistas bajo la Monarquía de Alfonso XIII (Siglo XXI, 1986); la seva tesi doctoral sobre el Partit Reformista; Casonas, hidalgos y linajes: la invención de la tradición cántabra (1994); El gorro frigio. Liberalismo, Democracia y Republicanismo en la Restauración (Biblioteca Nueva/Societat Menéndez Pelayo, 2000); La sombra del pasado. Novela e historia en Galdós, Unamuno y Valle-Inclán (Biblioteca Nueva, 2006); El águila y el toro. España y México en el siglo XIX. Ensayos de historia comparada (2010); entre d'altres.
També ha estat editor o coordinador dels dos volums d'Historia de Cantabria: un siglo de historiografía y bibliografía (1900-1994) (Fundació Marcelino Botín, 1995); o d'obres com La Restauración, entre el liberalismo y la democracia (Alianza Editorial, 1998); El anticlericalismo español contemporáneo (Biblioteca Nueva, 1998), amb Emilio La Parra López; Cultura liberal, México y España, 1860-1930 (PubliCan-UNAM, 2010), amb Aurora Cano i Evelia Trejo Estrada; o Libertad, armonía y tolerancia. La cultura institucionista en la España contemporánea; entre d'altres.